# Nebrioporus steppensis
Nebrioporus steppensis är en skalbaggsart som först beskrevs av Victor Ivanovitsch Motschulsky 1860.  Nebrioporus steppensis ingår i släktet Nebrioporus och familjen dykare. Inga underarter finns listade i Catalogue of Life.